# X-Treme X-Men
Les X-Treme X-Men sont une équipe de mutants de la famille des X-Men qui ont décidé d'opérer loin des autres X-Men pour chercher les carnets écrits par la voyante Destinée avant sa mort. Écrite et créée par Chris Claremont, la série était publiée par Marvel Comics. Salvador LaRocca dessina les vingt premiers épisodes, avant qu'Igor Kordey ne lui succède. Il continua toutefois à dessiner les couvertures jusqu'à la fin de la série.
En 2001, alors qu'il était chargé de l'écriture des scénarios des deux séries X-Men et Uncanny X-Men, Chris Claremont fut retiré des deux titres par décision de l'éditeur principal Joe Quesada. À la suite des protestations des fans et de l'auteur lui-même, on proposa alors la création d'un troisième titre, dont Chris Claremont aurait la charge. Ainsi naquit X-Treme X-Men, série dans laquelle furent continuées les intrigues qui avaient auparavant été développées dans les deux autres titres.
La série introduisit trois nouveaux mutants, Vargas, Lifeguard et Slipstream, et fut marquée par la mort de Psylocke (aujourd'hui ressuscitée).
En 2004, à la suite du départ de Grant Morrison de New X-Men, la ligne éditoriale fut à nouveau changée, et X-Treme X-Men fut annulée, tandis que Chris Claremont retournait à l'écriture de Uncanny X-Men, où il réintégra les membres des X-Treme X-Men à l'Institut Xavier.

## Membres
- Tornade
- Bishop
- Sage
- Malicia
- Psylocke
- Thunderbird III
- Fauve jusqu'à l'épisode 4
- Lifeguard à partir de l'épisode 6 et jusqu'à l'épisode 19
- Slipstream à partir de l'épisode 6 et jusqu'à l'épisode 18
- Rocket à partir de l'épisode 24

## Parution
La série est parue en France dans le magazine X-Treme X-Men, édité par Marvel France.
La série a aussi été collectée en volumes édités par Marvel Comics.

### Volumes
- Tome 1 'Destiny'  (ISBN 0-7851-0841-6)
- Tome 2 'Invasion'  (ISBN 0-7851-1018-6)
- Tome 3 'Schism'  (ISBN 0-7851-1084-4)
- Tome 4 'Mekanix'  (ISBN 0-7851-1117-4)
- Tome 5 'God loves, Man kills'  (ISBN 0-7851-1254-5)
- Tome 6 'Intifada'  (ISBN 0-7851-1230-8)
- Tome 7 'Storm - The arena'  (ISBN 0-7851-0936-6)
- Tome 8 'Prisoner of fire'  (ISBN 0-7851-1351-7)